# 오피스 오픈 XML
오피스 오픈 XML(Office Open XML, OOXML, 오픈XML)은 XML을 기반으로 한 파일 포맷이다. 마이크로소프트가 추진하였으며 2006년과 2008년 두 차례에 걸쳐 Ecma 인터내셔널에 유럽 표준(ECMA-376)으로, 2008년에 ISO/IEC에 국제 표준(ISO/IEC 29500)으로 승인되었다. 이 문서 규격은 문서, 프레젠테이션, 스프레드시트를 포함한다. 확장자는 .docx 또는 .docx(문서), .pptx(프레젠테이션), .xlsx(스프레드시트)로 통일되어 있다.

## 배경
2000년에 마이크로소프트는 오피스 XP에 통합된 마이크로소프트 엑셀을 위한 XML 기반의 포맷의 초기 버전을 공개하였다. 2002년에 마이크로소프트 워드를 위한 새로운 파일 포맷이 이를 따랐다. 마이크로소프트 오피스 XML 포맷으로 알려진 엑셀과 워드 포맷들은 나중에 마이크로소프트 오피스 2003에 통합되었다.
마이크로소프트는 2005년 11월에 Ecma 인터내셔널을 통해 "오피스 오픈 XML"이라는 이름으로 XML 기반의 포맷의 새로운 버전의 표준화를 공동 스폰서한다고 발표하였다. 이 프레젠테이션은 마이크로소프트의 진 파올리(Jean Paoli)와 이사벨(Isabelle Valet-Harper)에 의해 Ecma에 제공되었다.

## 버전
- ECMA-376 1st edition (2006)
- ISO/IEC 29500:2008

## 같이 보기
- 오픈 XPS
- 마이크로소프트 오피스
- 오픈도큐먼트